# Krajowy Związek Dziennikarzy
Krajowy Związek Dziennikarzy (ang. National Union of Journalists, NUJ) – brytyjsko-irlandzki związek zawodowy dziennikarzy założony w 1907.
NUJ jest zrzeszony w centralach związkowych: Kongresie Związków Zawodowych (TUC), Kongresie Irlandzkich Związków Zawodowych (ICTU) oraz Kongresie Szkockich Związków Zawodowych (SCTU). Należy również do Międzynarodowej Federacji Dziennikarzy.

## Charakterystyka
NUJ reprezentuje osoby pracujące w mediach – pracowników etatowych, dorywczych i freelancerów w kraju i za granicą. Członkowie NUJ pracują w radiu, telewizji, agencjach prasowych, czasopismach, wydawnictwach książkowych, public relations, komunikacji, fotografii, operatorstwie i nowych mediach. Związek dąży do poprawy płac i warunków pracy swoich członków oraz ochrony i promowania wolności mediów, profesjonalizmu i etycznego kodeksu postępowania NUJ.
Istnieją również krajowe Rady Wykonawcze, obejmujące wszystkie sektory, dla Irlandii i Szkocji. Irlandzka Rada Wykonawcza, która ma wyższy stopień autonomii, obejmuje Irlandię Północną, jak również Republikę.
NUJ nie jest powiązany z żadną partią polityczną. Związek ma ponadpartyjną grupę parlamentarną w Parlamencie Zjednoczonego Królestwa Wielkiej Brytanii i Irlandii Północnej, która zajmuje się sprawami dotyczącymi dziennikarzy i dziennikarstwa. W Irlandii związek skutecznie lobbował kolejne rządy w kwestiach takich jak prawa freelancerów i kwestie dziennikarstwa zawodowego. Związek w Szkocji i Walii skutecznie wynegocjował finansowanie szkoleń dla swoich członków.
54% członków NUJ to osoby pracujące na etacie bądź dorywczo, a 46% freelancerzy. Kobiety stanowią ok. 40% zrzeszonych w związku, 7% członków definiuje siebie jako osoby czarnoskóre, rasy mieszanej lub należące do innej mniejszości etnicznej, podczas gdy prawie 2% to osoby niepełnosprawne.